# Excalibur JAC Cobra

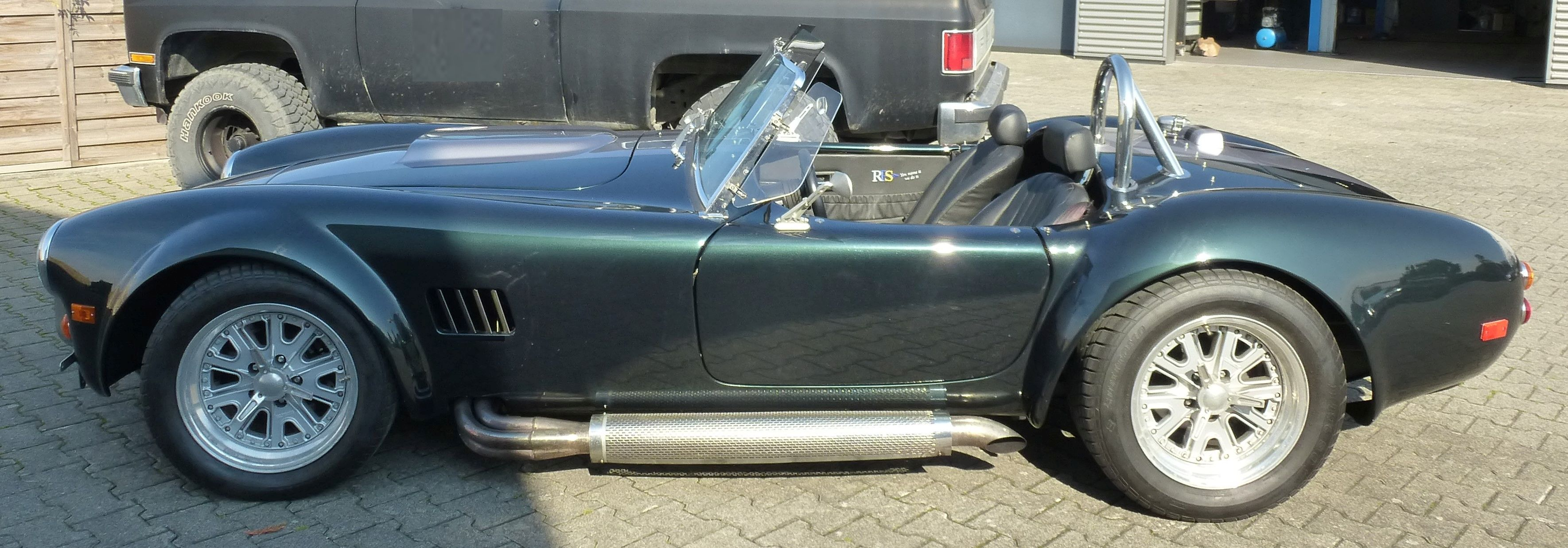
Seitenansicht

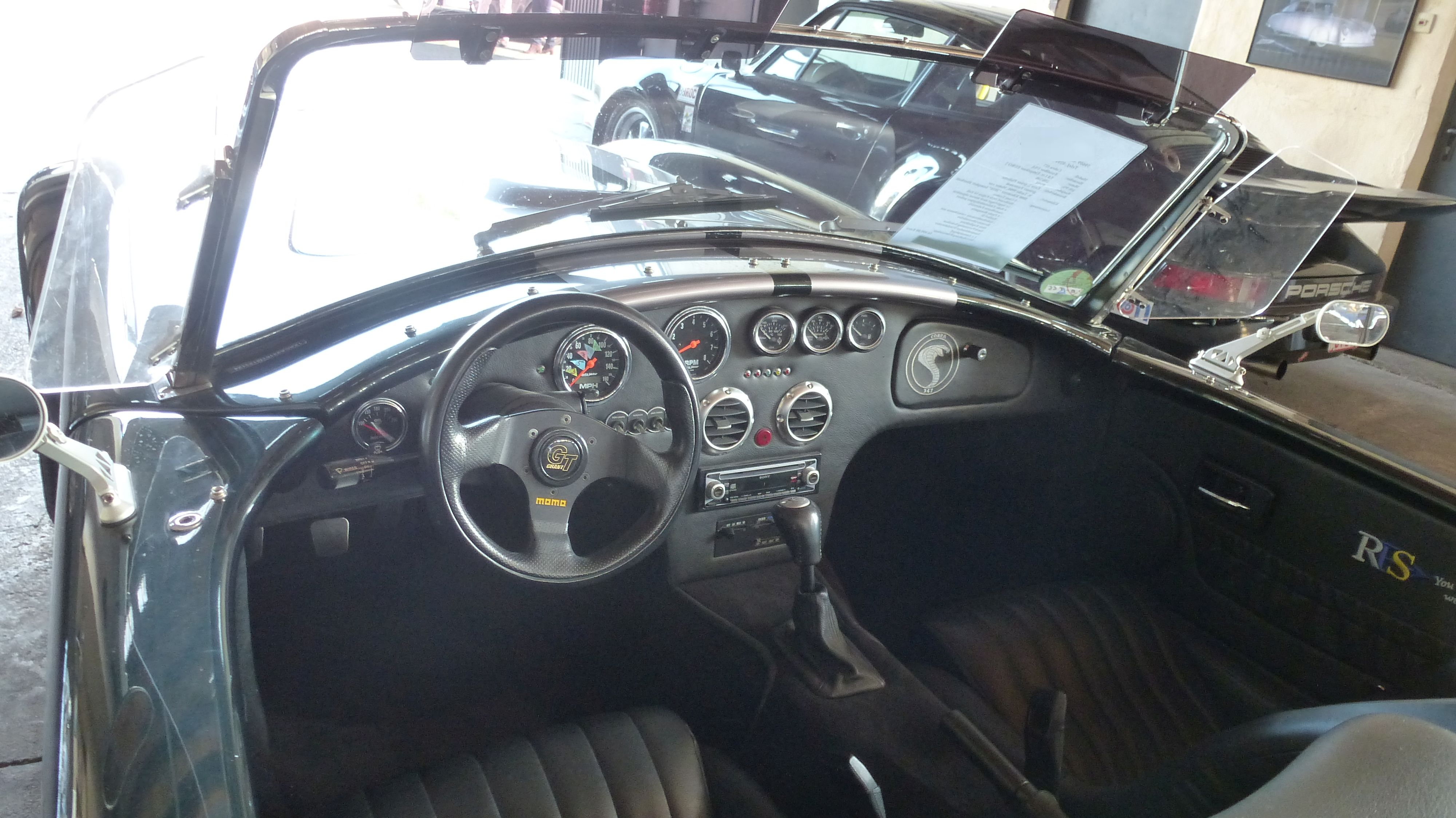
Interieur

Der Excalibur JAC Cobra war ein Pkw-Modell der US-amerikanischen Excalibur Automobile Corporation.

## Beschreibung
Das Fahrzeug war die Nachbildung des AC Cobra. Der Roadster bot Platz für zwei Personen. Die offene Karosserie bestand aus Fiberglas. Das Fahrgestell war ein Leiterrahmen aus Rohren.
Ein V8-Motor von Ford trieb die Fahrzeuge an. Der Motor hatte eine Saugrohreinspritzung, 302 Kubikzoll bzw. 4949 cm³ Hubraum und leistete 158 kW (215 PS). Die Motorleistung wurde über ein Fünfganggetriebe an die Hinterachse übertragen. Der Hersteller gab etwa 233 km/h Höchstgeschwindigkeit an. Die Beschleunigung von 0 auf 96 km/h sollte in 5,9 Sekunden möglich sein. Der Wagen hatte Scheibenbremsen an allen vier Rädern. Die Abgase wurden durch einen Katalysator gesäubert. 
Das Fahrzeug war bei 240 cm Radstand 419 cm lang, 184 cm breit und 117 cm hoch. Die Spurweite betrug vorne 143,5 cm und hinten 154 cm. Das Leergewicht war mit 1134 kg angegeben.
Der Neupreis begann bei 51.807 US-Dollar. Klimaanlage, Softtop, Hardtop und Automatikgetriebe kosteten Aufpreis. Ein Airbag war nicht lieferbar. In einem Prospekt werden die Außenfarben Gelb, Rot, Grün, Blau und Schwarz genannt.
Im Gegensatz zu vielen Konkurrenten wurde das Fahrzeug nur komplett und nicht als Kit Car verkauft.
Absatzplanungen beliefen sich auf 200 Fahrzeuge jährlich. Außerdem gab es Pläne für eine modernere Version.
Ein Fahrzeug, das auf 1993 datiert ist, wurde im Dezember 2016 für 38.900 Dollar im Internet angeboten.